# Alfred Desroziers
André Jules Alfred Desroziers (Paris, 26 janvier 1807 - Paris 7e, 21 mai 1870) est un poète, dramaturge et librettiste français.

## Biographie
Ses pièces ont été représentées sur les plus grandes scènes parisiennes du XIXe siècle : Théâtre de la Gaîté, Théâtre des Bouffes-Parisiens, Théâtre du Vaudeville, Théâtre du Palais-Royal, etc.
Il écrivit aussi sous les pseudonymes de Deléris et Alfred de Léris (du nom de sa mère).

## Œuvres
- Trois nouvelles et un conte, 1833
- Zizine, ou l'École de déclamation, vaudeville en 1 acte, 1837
- Les Oiseaux de Bocace ["sic"], vaudeville en 1 acte, avec Saint-Yves, 1840
- L'Autre ou les Deux maris, vaudeville en 1 acte, avec Saint-Yves, 1840
- Un mariage russe, comédie-vaudeville en 2 actes, avec Félix Dutertre de Véteuil, 1840
- Misère et génie, drame en 1 acte, avec de Tully, 1840
- La mère et l'enfant se portent bien, comédie-vaudeville en 1 acte, avec Dumanoir et Henri de Tully, 1841
- Les Quatre quartiers de la lune, drame-vaudeville en 4 actes, avec Ernest Brisson, 1842
- L'Amour à l'aveuglette, vaudeville en 1 acte, avec Édouard Louis Alexandre Brisebarre, 1843
- Un miracle de l'amour, comédie-vaudeville en 1 acte, avec Eugène Devaux, , 1843
- Les Caravanes d'Ulysse, vaudeville en deux actes, 1844
- Les Jolies Filles du Maroc, pièce en 3 actes, mêlée de couplets, avec Louis Couailhac et Adolphe Guénée, 1844
- Lady Henriette, ou le Marché aux servantes, drame-vaudeville en 5 actes, 1844
- Le Ménage de Rigolette, tableau d'intérieur mêlé de chants, en 1 acte, avec Brisebarre, 1844
- La Tête de singe, vaudeville en 2 actes, avec Dumanoir et Saint-Yves, 1844
- Les Viveurs, drame en 6 actes mêlé de chants, avec Clairville, 1845
- Le Châle bleu, comédie en 2 actes, mêlée de couplets, avec Brisebarre, 1846
- L'Oiseau de paradis, pièce-féerie en 3 actes et 14 tableaux, avec Louis Couailhac et Guénée, 1846
- Le Baron de Castel-Sarrazin, comédie-vaudeville en 1 acte, avec Clairville et Déaddé Saint-Yves, 1848
- Le Gentilhomme campagnard, vaudeville en 1 acte, avec Brisebarre, 1848
- Les 20 sous de Périnette, vaudeville en 1 acte, avec Brisebarre, 1848
- Portes et Placards, comédie-vaudeville en 1 acte, avec Varin, 1850
- Royal-tambour, comédie-vaudeville en 1 acte, avec Brisebarre, 1851
- Un drôle de pistolet, comédie-vaudeville en 2 actes, avec Charles Varin, 1852
- L'Habit de Mylord, opéra-comique en 1 acte, avec Thomas Sauvage, 1852
- La Jolie Meunière, vaudeville en 1 acte, 1852
- Poste restante, vaudeville en 1 acte, avec Louis Couailhac, 1852
- Les Moutons de Panurge, grande lanterne magique en 3 actes et 12 tableaux dont 1 prologue, 1853
- Mes vieux amis, poésies, 1855
- Le Pâté de canard, vaudeville en 1 acte, avec Dutertre, 1855
- L'Orgue de Barbarie, opérette bouffe en 1 acte, 1856
- Au clair de la lune, opérette en un acte, 1857
- Le Pot de fer et le Pot de terre, vaudeville en 1 acte, avec Antonin d'Avrecourt et Ernest-Georges Petitjean, 1857
- Simone, opérette en 1 acte, 1858
- Les Profits du jaloux, comédie en 1 acte, 1860
- Les Deux dots, comédie vaudeville en 1 acte, avec Armand-Numa Jautard, 1862
- Le Danseur de corde, opéra-comique en 2 actes, avec Brisebarre, 1867
- Les maris sont esclaves, comédie en 3 actes, en prose, 1868
- Pourquoi l'on aime, comédie en 1 acte, 1869